# Lavey-Morcles
Lavey-Morcles (toponimo francese) è un comune svizzero di 926 abitanti del Canton Vaud, nel distretto di Aigle.

## Storia
Il comune di Lavey-Morcles è stato istituito nel 1852 con la fusione dei comuni soppressi di Lavey e Morcles.

## Società

### Evoluzione demografica
L'evoluzione demografica è riportata nella seguente tabella:
Abitanti censiti

## Economia
Lavey-Morcles è una località turistica e una stazione termale sviluppatasi dagli anni 1830.